# Emerald Rapids
Emerald Rapids és el nom en clau dels processadors de servidor escalables Xeon de cinquena generació d'Intel basats en el node Intel 7. Les CPU Emerald Rapids estan dissenyades per a centres de dades; el Raptor Lake aproximadament contemporani està pensat per a ús d'escriptori i mòbil. Nevine Nassif és l'enginyer en cap d'aquesta generació.

## Característiques

### CPU
- Fins a 64 nuclis de CPU Raptor Cove per encapsulat
  - Fins a 32 nuclis per fitxa, reduint el màxim de fitxes a dos
- 5 MB de memòria cau L3 per nucli (en comparació amb 1.875 MB a Sapphire Rapids)
- Tecnologia Speed Select que admet nuclis de prioritat alta i baixa

### E/S
- Suport de memòria DDR5 fins a 8 canals DDR5-5600
- Fins a 80 canals PCI Express 5.0